# Manu Bonmariage
Emmanuel Bonmariage, dit Manu Bonmariage, és un director de cinema belga, nascut el 29 de març de 1941 a Chevron prop de Lieja i mort el 6 de novembre de 2021.

## Biografia
Després d'estudiar ciències de la comunicació a l'Institut d'Estudis Avançats en Comunicacions Socials (IHECS) a Brussel·les, Manu Bonmariage treballa com a operador de càmera per a llargmetratges i ficció, i com a reporter càmera a la Radio-Télévision belge de la Communauté française, on va ser director. També ensenya reportatge a Louvain-la-Neuve. Fan del cinema verité, és el pare espiritual del programa de televisió Strip-tease. Ha dirigit una cinquantena de documentals, així com un llargmetratge de ficció Babylone el 1990.
Patia la malaltia d'Alzheimer i va morir el 6 de novembre de 2021 a l'edat de 80 anys.

### Família
Manu Bonmariage és pare de 8 fills, entre els quals la ballarina Milan Emmanuel belga, el cantant Matthieu Thonon i l'actriu i directora Emmanuelle Bonmariage.

## Filmografia

### Per l'emissióStrip-tease
Comprèn 47 pel·lícules :
- Du beurre dans les tartines (1980)
- Malaises (1984)
- Gustavine et Khalifa (1986) :
- Les petits des "petits de" (1987)
- Le baron (1988)
- Vaisselle (1988 )
- Merci patron (1998)
- Meurtre aux champs (1990)
- Pas si fou (1990)
- Valeurs sûres (1992)
- Keufs dans la ville (1994)
- Dorés sur tranche (1995)
- En quête de banlieue (1995)
- Repas de famille (1996 )
- Hamsa la rage au ventre (1996)
- Tour de France (1996)
- Les lions indomptables (1998)
- Amours fous (1999)
- Tout en camion (2000)
- Le serment d'hypocrite (2001)

### No classificat
- De Saïgon à Ho-Chi-Minh (1975), codirigida amb Josy Dubié
- J'ose (1983) amb José Bragard
- Allô police (1987) – Documental filmat a Charleroi. (DVD Coffret Manu Bonmariage, 2008)
- Les Amants d'assises (1992) - (DVD Coffret Manu Bonmariage, {2008)
- Baria et le Grand Mariage (2001) (DVD Coffret Manu Bonmariage, {2008)
- Ainsi soit-il (2007) (DVD Coffret Manu Bonmariage, {2008)[2]
- Nkpiti : la rancune et le prophète, film de Jean-Paul Colleyn i Manu Bonmariage, Charleroi : ACME, Charleroi, 1989, (VHS)
- Vivre sa mort (2015) -